# 巴頓術
巴頓術（Bartitsu）是一種結合了拳擊、柔術、棒術、法式踢拳的混合武術（Hybrid martial arts）與自我防衛術，開發自1898年至1902年的英國。創立者是愛德華·威廉·巴頓-萊特（Edward William Barton-Wright）。此武術在20世紀的大部分時間都很沉寂，在2002年開始復興。
巴頓萊特定義巴頓術的意義為「各種形式的自我防衛」。